# Bulbophyllum warianum
Bulbophyllum warianum là một loài phong lan thuộc chi Bulbophyllum.